# Štefan Osuský
Štefan Osuský (31. března 1889, Brezová – 27. září 1973, Herndon u Washingtonu, USA) byl československý politik a diplomat slovenského původu.

## Životopis
Narodil se v rolnické rodině, která se později zabývala rovněž koželužstvím a obchodem kůžemi. Od roku 1906 žil v USA, kam se provdala jeho sestra za chicagského továrníka slovenského původu Svadíka. V USA studoval teologii ve Springfieldu a na universitě v Chicagu sociální a přírodní vědy a později práva, z nichž získal doktorát v roce 1915. Po ukončení studia se rozhodoval mezi geologií a právem. Zvítězil zájem o politiku a právo a po složení advokátských zkoušek pracoval v advokátní kanceláři v Chicagu. Působil také jako funkcionář slovenských krajanských spolků a po roce 1915, se zapojil do československého zahraničního odboje. V květnu 1916 byl vyslán jako zástupce Slovenské ligy v Americe za Masarykem do Londýna a z jeho pověření pak do Paříže, kde navázal spolupráci s Edvardem Benešem a Milanem Rastislavem Štefánikem. Osobně podpořil vznik Československé národní rady v roce 1916 a v letech 1917 až 1918 měl na starosti propagační činnost rady jako ředitel pobočky nově vzniklé agentury Československé tiskové kanceláře v Ženevě. Od 8. do 10. dubna 1918 zastupoval v Římě spolu s Milanem Rastislavem Štefánikem slovenský národ na Kongresu utlačovaných národů a v Itálii měl poté na starosti rekrutování dobrovolníků do československých legií v Itálii. Koncem října 1918 se zúčastnil jednání zástupců domácího i zahraničního odboje v Ženevě o budoucí podobě státu. Spolu Benešem a dalšími tam podepsal prohlášení souhlasu s dosavadním průběhem Masarykovy zahraniční akce.  Od ledna 1919 byl pověřen rovněž funkcí generálního tajemníka československé delegace na Pařížské mírové konferenci a za Československo též podepsal v červnu 1920 Trianonskou smlouvu, která řešila poválečné hranice Maďarska.

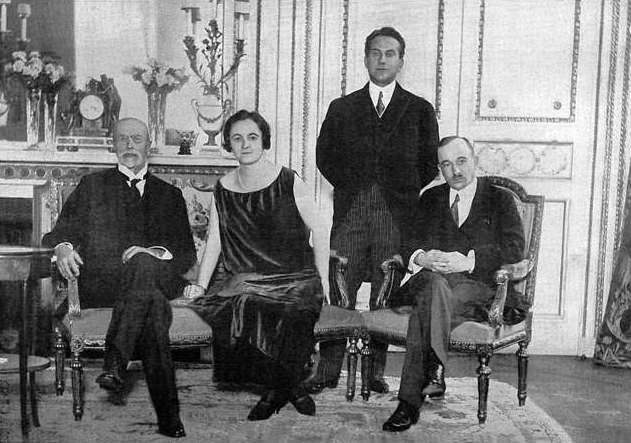
Tomáš Garrigue Masaryk při návštěvě Paříže v roce 1923 v doprovodu Edvarda Beneše, velvyslance Štefana Osuského a paní Osuské

Spolu s Edvardem Benešem zastupoval v letech 1921–1932 Československo v nově vzniklé Společnosti národů, v letech 1919 a 1920 pracoval zároveň jako československý vyslanec ve Spojeném království a od roku 1920 do konce 30. let jako velvyslanec Československa v Paříži.
Po Mnichovské dohodě nesouhlasil s postupem Edvarda Beneše a po rozbití Československa v březnu 1939 odmítl vydat pařížský úřad velvyslanectví a začal organizovat československý zahraniční odboj. V říjnu téhož roku podepsal s francouzským premiérem Édouardem Daladierem smlouvu o obnovení československé armády ve Francii a v listopadu se stal členem Československého národního výboru založeného v Londýně Benešem. V červenci 1940 byl sice jmenován ministrem exilové vlády, ale jeho vztahy s Benešem se nadále zhoršovaly. Spory, které se týkaly zejména otázek zahraniční politiky, vedení odboje a poválečného uspořádání republiky vedly k tomu, že byl v březnu 1942 odvolán ze svých funkcí a stáhl se z politického života.
Přednášel dějiny diplomacie a mezinárodních vztahů v Oxfordu a na jaře 1945 odešel do USA, kde se na Colgate University v Hamiltonu stal řádným profesorem. Po únoru 1948 se angažoval v Radě svobodného Československa a vydal řadu studií a knih o československé politice a mezinárodních vztazích.

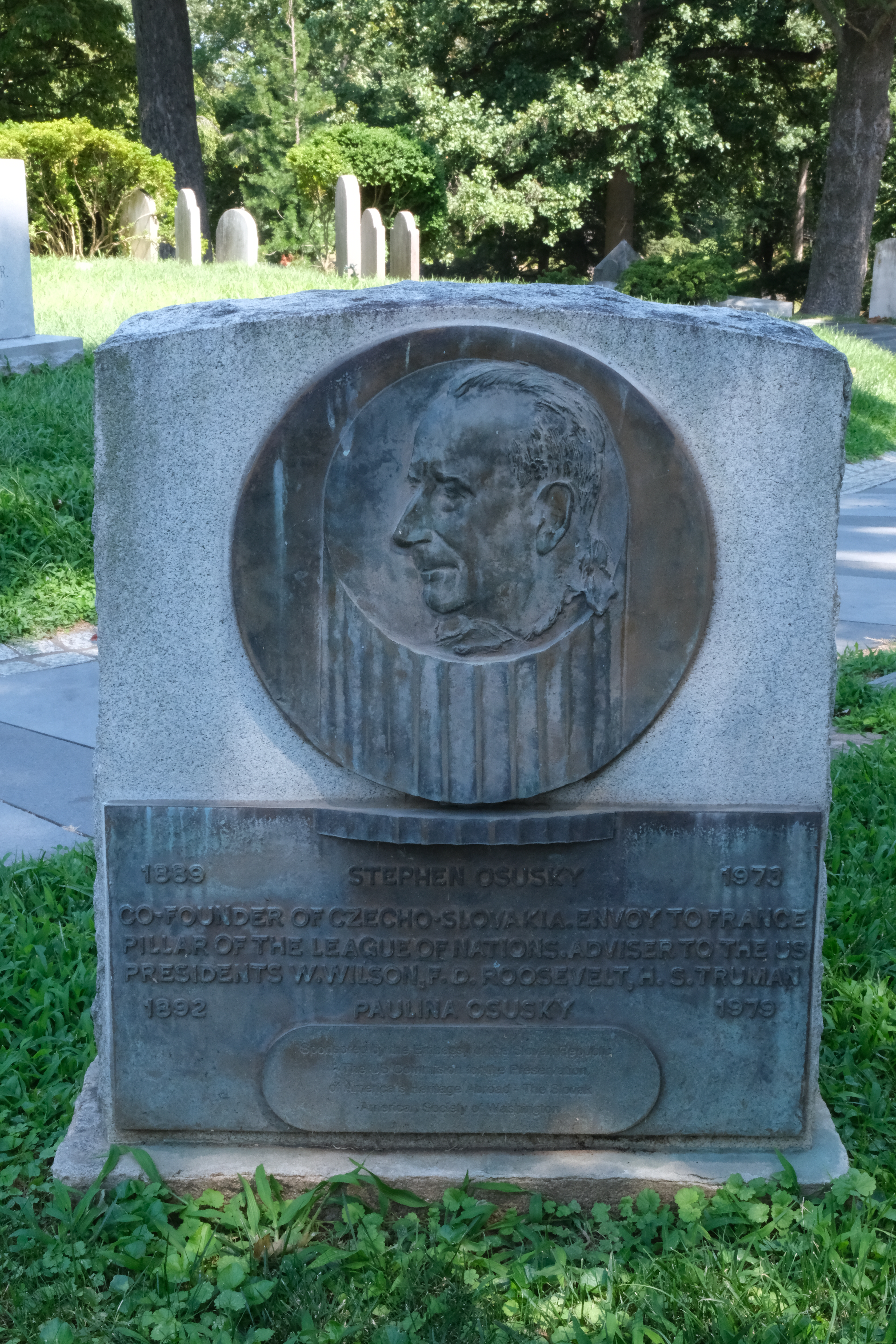
Náhrobník Štefana Osuského na hřbitove Oak Hill

Zemřel 27. září 1973 v Herndonu u Washingtonu. Pohřben je spolu se svou manželkou Pavlou na hřbitově Oak Hill v Georgetownu, Washington, D.C. Epitaf na jeho hrobě, citující Žalm 1:3, zní: „Jako strom bývá, štípený u tekoucích potoků, jenž dává ovoce časem svým, jehož listí neuvadá; všecko, co podniká, daří se..“
V roce 1919 se oženil s pěvkyní Národního divadla v Praze Pavlou Vachkovou (1891–1978).
V roce 1992 mu byl in memoriam udělen Řád Tomáše Garrigua Masaryka a v roce 2001 slovenský Řád bílého dvojkříže II. třídy. V roce 1995 o jeho životě natočila Slovenská televize dokument Vzpomínka nikdy nezklame.